# 공군행정학교
공군행정학교(空軍行政學校)는 대한민국 공군의 군사 학교이다. 경상남도 진주시 금남면에 위치하고 있다.

## 같이 보기
- 공군교육사령부